# 内田鎮並
内田 鎮並（うちだ しげなみ）は、戦国時代の武将。大友氏一族の戸次氏の家臣。

## 出自
内田氏は相良氏庶流。代々肥後国日渡城主であったが、文亀年間に日渡城没落以降、大友氏の庇護下に入る。

## 経歴
父・内田鎮次同様、戸次氏の家臣ながら大友氏の合力を受け、父や兄弟と共に大友義鎮（宗麟）より偏諱を受ける。鑑連の代で家督を相続したが、宝満山九嶺において鑑連の矢面に立って討ち死にを遂げた。
なお『柳河藩享保八年藩士系図・下』の内田氏系図では『永禄年中』とあるのみで具体的な死亡年は不明。
子鎮高は鑑連から『昔上於源義経幕下佐藤次信、今於鑑連下内田民部鎮並、古今之貮比者也』の判物を与えられた。